# Simon Dehairs
Simon Dehairs, né le 4 juin 2001, est un coureur cycliste belge. Il évolue au sein de l'équipe Alpecin-Deceuninck,.

## Biographie
Dans sa jeunesse, Simon Dehairs joue au football dans un club de Léau. Il se tourne finalement vers le cyclisme à partir de 2016 en catégorie débutants (moins de 17 ans). Il suit ainsi les traces de son Koen, lui-même ancien coureur cycliste au niveau amateur.
En 2019, il termine notamment deuxième du championnat de Belgique sur route chez les juniors (moins de 19 ans). La même année, il est sélectionné en équipe nationale pour les championnats d'Europe juniors, où il se classe 38e de la course en ligne. Il rejoint ensuite le club flamand GM Recycling en 2020, tout en menant des études en sciences du sport à l'université de Louvain. Bon sprinteur, il se distingue rapidement en prenant la troisième place du championnat de Belgique sur route espoirs (moins de 23 ans).
En 2021, il est recruté en cours de saison par la réserve de l'équipe professionnelle Alpecin-Fenix, avec laquelle il signe un contrat de deux ans et demi. Lors de l'année 2022, il remporte une étape de la Course de Solidarność et des champions olympiques. Il s'impose également sur une étape du Tour du Brabant flamand.

## Palmarès et résultats

### Palmarès par année
- 2019
  - 2e de la Flèche du Brabant flamand
  - 2e du championnat de Belgique sur route juniors
- 2020
  - 3e du championnat de Belgique sur route espoirs
- 2022
  - 2e étape de la Course de Solidarność et des champions olympiques
  - 2e étape du Tour du Brabant flamand
- 2023
  -  Champion de Belgique sur route espoirs
  - Puivelde Koerse
- 2024
  - Grand Prix Vermarc[7]
  - 3e étape de l'Olympia's Tour
  - 2e et 4e étapes du Tour du Loir-et-Cher
  - Grand Prix Rik Van Looy
  - 2e de la Ster van Zwolle
  - 2e de la Veenendaal-Veenendaal Classic
- 2025
  - 1re étape du Tour de Turquie
  - Trofee Maarten Wynants
  - 2e du Tour du Limbourg
  - 3e de la Flèche de Heist

### Classements mondiaux
| Année                                 | 2020  | 2021  | 2022 | 2023 | 2024 |
| ------------------------------------- | ----- | ----- | ---- | ---- | ---- |
| Classement mondial                    | 1091e | 2339e | nc   | 754e | 232e |
| UCI Europe Tour                       | 843e  | 1561e | nc   | nc   | nc   |
|                                       |       |       |      |      |      |
| Légende : nc = non classéSource : UCI |       |       |      |      |      |